# Bani Chalid
Bani Chalid – miejscowość w Egipcie, w muhafazie Al-Minja. W 2006 roku liczyła 12 069 mieszkańców.